# Qualcuno ha tradito
Qualcuno ha tradito (conocida también como Réquiem por un canalla) es una película italiana de 1967 dirigida por Francesco Prosperi y coescrita por Dario Argento. Protagonizada por Robert Webber, Elsa Martinelli, Jean Servais y Marina Berti, fue producida entre Francia e Italia.

## Sinopsis
Un mafioso estadounidense se dirige a Marsiglia, Italia para dar un gran golpe, pero la policía está enterada de sus planes y lo espera para detenerlo. Aunque tiene algunas sospechas de quién pudo haberlo delatado, al final se da cuenta de que fue él mismo quien se delató.

## Reparto
- Robert Webber es Tony Costa
- Elsa Martinelli es Laureen
- Jean Servais es Jean
- Marina Berti es Ann
- Pierre Zimmer es Gabriel
- Franco Giornelli es Coco

Fuente: